# Constantino I de Grecia
Constantino I de Grecia (en griego: Κωνσταντίνος A'; Atenas, Grecia; 2 de agosto de 1868-Palermo, Italia; 11 de enero de 1923), fue rey de los helenos de 1913 a 1917 y de 1920 a 1922. Después de sus éxitos militares en las guerras de los Balcanes que permitieron extender el territorio de Grecia, su apoyo pasivo a las Potencias Centrales y su enfrentamiento con el primer ministro Eleftherios Venizelos durante la Primera Guerra Mundial le valieron el descrédito de los Aliados y provocaron una profunda y duradera ruptura en la sociedad griega, por lo que se exilió en 1917. Entre 1917 y 1920, fue proclamado rey su hijo Alejandro I de Grecia. Luego, fue devuelto al trono en 1920, pero el descontento popular y militar tras el fracaso griego en la guerra greco-turca le obligó a exiliarse de nuevo en 1922.

## Primeros años
Fue el segundo soberano de la Casa de Glücksburg, hijo mayor del rey Jorge I de Grecia y de su esposa, Olga Konstantínova Románova, gran duquesa de Rusia. Nació en la ciudad de Atenas el 2 de agosto de 1868 y estudió en varias academias militares griegas y alemanas.
En 1889 contrajo matrimonio con la princesa Sofía de Prusia, que era hermana del káiser alemán Guillermo II, y nieta, por vía materna, de la reina Victoria I del Reino Unido.

## Diádoco y llegada al trono

### El desastre de 1897
En enero de 1897, Creta se rebela contra el gobierno otomano de la isla y reclama su anexión a Grecia. En Atenas los partidarios de la Gran Idea piden la intervención del reino helénico en el conflicto, y el rey y su primer ministro, Theodoros Deligiannis, acaban por enviar refuerzos a los cretenses insurrectos. El príncipe Jorge, hermano del Diádoco Constantino, toma el mando de una flota encargada de impedir la intervención de la marina otomana, mientras 1500 soldados griegos desembarcan en la isla. Frente a la actitud de Atenas, el Imperio otomano declara la guerra a Grecia el 17 de abril de 1897: empieza la guerra greco-turca de 1897, llamada también "guerra de los treinta días".
Nombrado comandante jefe del ejército de Tesalia el 26 de marzo, Constantino es enviado a Volos la misma noche para penetrar en territorio otomano e invadir Macedonia. El Estado Mayor no tiene, sin embargo, ningún plan de batalla y las tropas tienen poco material y poco entrenamiento, por lo que el intento de invasión fracasa y las tropas otomanas obligan al ejército griego a replegarse en Tesalia. El cuartel general griego se instala en Larissa, que es tomada por los otomanos. Desde finales de abril la guerra ya está perdida para los griegos y las últimas batallas de mayo no hacen sino confirmar la superioridad turca.
A pesar del apoyo de las potencias europeas en las negociaciones de paz de diciembre de 1897, las consecuencias de la derrota son muy graves para Grecia. Tiene que renunciar a sus ambiciones territoriales en Creta y en Macedonia, y sus fronteras de Tesalia son modificadas a favor del Imperio otomano. Además Grecia tiene que pagar una indemnización de cerca de 4 millones de libras turcas, en un momento en el que las finanzas del país están al borde de la quiebra.
La familia real no sale indemne del conflicto. Aunque el rey Jorge I se hubiese mostrado reticente en un principio a que su país entrara en guerra, es considerado responsable del fiasco. Pero es Constantino quien es considerado como el principal responsable de la derrota y parte de la opinión pública pide que se le juzgue ante un tribunal militar. Su mujer, la princesa Sofía de Prusia, es igualmente criticada por la actitud de su hermano, el kaiser Guillermo, que apoyó abiertamente a Turquía durante el conflicto. La pareja decide alejarse de Grecia y se instala una temporada en Alemania, en casa de la madre de Sofía.

### Golpe de Estado de Goudi
Después de la guerra de 1897, el Diádoco pierde su estatus de comandante jefe del ejército. Pero un intento de asesinato del rey en febrero de 1898 devuelve a la familia real parte de su popularidad y el soberano aprovecha el acontecimiento para restablecer a su hijo en sus funciones militares. Bajo el gobierno de Georgios Theotokis, Constantino vuelve a encabezar el estado mayor griego, lo que provoca tensiones en el seno del ejército.
En 1908, el gobierno autónomo de Creta proclama la unión de la isla con Grecia. Por temor a unas posibles represalias turcas, el gobierno de Atenas se niega a reconocer la anexión, pero la isla es de facto separada del Imperio otomano. La opinión pública y en particular el ejército no entienden la pusilanimidad del rey y del gobierno. El 15 de agostojul./ 28 de agosto de 1909greg. un grupo de oficiales reunidos en la llamada Liga Militar organiza un golpe de Estado, denominado "golpe de Goudi" por el nombre de su cuartel. Aunque los oficiales rebeldes se declaren monárquicos, los miembros de la Liga, dirigidos por Nikolaos Zorbas, piden al rey que destituya a sus hijos del ejército. Oficialmente, se trataría de proteger a los príncipes para evitar que su amistad con ciertos militares provocara celos. Pero la realidad es distinta: los oficiales siguen culpando al Diádoco del desastre de 1897.
La tensión alcanza tal punto en el país que los hijos de Jorge I son obligados a dimitir para ahorrar a su padre la vergüenza de tener que despedirles. El Diádoco deja entonces Grecia con su mujer y sus hijos y se instala en Kronberg, en Alemania, donde se quedarán varios meses.
En diciembre de 1909, el coronel Zorbas, jefe de la Liga Militar, presiona al rey para que le nombre jefe del gobierno en sustitución del primer ministro Kiriakulis Mavromichalis. Jorge I se niega pero el gobierno no tiene más remedio que emprender las reformas que exigen los militares. El estado mayor es reorganizado y depurado de los militares cercanos al Diádoco, entre ellos su amigo Ioánnis Metaxás. A pesar de estos cambios, una parte de los miembros de la Liga siguen una política de enfrentamiento con el gobierno a fin de hacerse con el poder. Se reúnen con Eleftherios Venizelos, entonces gobernador de Creta, y le proponen el puesto de primer ministro del gobierno de Atenas. De hecho, cuando el príncipe Jorge era alto comisionado del gobierno autónomo de Creta (de 1905 a 1909), Venizelos se había opuesto duramente a su política y se había forjado una reputación antimonárquica. Pero Venizelos no quiere ser el hombre de los militares: los convence para que consigan la convocatoria de elecciones generales, hecho que acaba por aceptar el rey. En marzo de 1910, Venizelos y sus partidarios ganan las elecciones.
A pesar de todo, Venizelos no busca debilitar a la casa real. En 1911, devuelve a los príncipes sus funciones militares y Constantino vuelve a ser jefe del estado mayor, hecho que defiende Venizelos ante el Parlamento alabando las dotes militares del príncipe, aunque pocas veces se referirá al príncipe en términos tan elogiosos. Bajo supervisión del primer ministro y del Diádoco, el ejército griego es modernizado y dotado de material más moderno, con la ayuda de los ejércitos británicos y franceses. El motivo de esta modernización es preparar el país para una nueva guerra contra el Imperio otomano.

### Primera guerra de los Balcanes
El 8 de octubre de 1912, Montenegro declara la guerra al Imperio Otomano. Unos días más tarde, Serbia, Bulgaria y Grecia hacen lo mismo: es el inicio de la primera guerra de los Balcanes.
Constantino asume el mando del ejército del noreste, que lucha en la Tesalia y en Macedonia, aliado con el ejército de Bulgaria. Después de varios combates victoriosos, el ejército griego sitia la capital de Macedonia, Salónica, obligando a las fuerzas otomanas al mando de la ciudad a rendirse en noviembre de 1912. Constantino entra victorioso en Salónica, aclamado por la población. Es en calidad de gobernador de la ciudad, que a los pocos días recibe a su padre, Jorge I, y al primer ministro, Eleftherios Venizelos.
En enero de 1913 retoma las operaciones militares en Epiro, y su hermano Nicolás le sustituye en el puesto de gobernador de Salónica. Emprende el sitio de la ciudad de Ioánina, donde el ejército griego había hasta entonces fracasado, y logra la rendición de la ciudad a principios de marzo. En aquel momento, su popularidad es enorme.
Jorge I decide entonces abdicar a favor de su hijo, aprovechando el prestigio que le han proporcionado sus éxitos militares. Pero el rey muere asesinado en Salónica por el anarquista Alexandros Schinas.

## Rey de los Helenos
Cuando sube al trono, Constantino se beneficia de varias ventajas que refuerzan su popularidad en Grecia: aparte de sus recientes éxitos militares, es el primer monarca de la Casa de Glücksburg que haya nacido en el país, y es también el primero en haber sido educado en la religión ortodoxa. Por otro lado lleva el mismo nombre que el fundador de Constantinopla y que el último emperador bizantino.
El inicio de su reinado se ve marcado por las negociaciones de paz que ponen fin a la primera guerra de los Balcanes. El Tratado de Londres, firmado el 30 de mayo de 1913, concede a Grecia buena parte de Macedonia, incluida Salónica, parte de Epiro, la isla de Creta y varias islas del mar Egeo. La nueva superficie del país es el doble de antes de la guerra. Pero persistían profundas diferencias entre los reinos de los Balcanes y Bulgaria no aceptaba la pérdida de Salónica.

### Segunda guerra de los Balcanes
Un mes después de la firma del tratado, en la noche del 29 al 30 de junio de 1913, Bulgaria ataca Grecia y Serbia. La contraofensiva griega es rápida. Después de duros combates, el ejército dirigido por Constantino retoma las ciudades de Kilkis y Serres en Macedonia Central, y Drama en Macedonia Oriental. Penetra en Bulgaria el 23 de julio persiguiendo al ejército búlgaro que se repliega, pero Constantino detiene el avance de la ofensiva por temor a verse cortado del grueso de su ejército, y porque sus tropas se encontraban exhaustas. El primer ministro Eleftherios Venizelos decide entonces aprovechar la situación para negociar un armisticio con el gobierno búlgaro, y se reúne con el rey en Hadji Beylik para convencerle. Pero Constantino deseaba una victoria militar decisiva y se niega. A los pocos días el ejército búlgaro pasa de nuevo al ataque y logra rodear al ejército griego en la garganta de Kresna donde el terreno accidentado les impide desplegar su artillería. Acorralado, Constantino envía un telegrama a Venizelos reconociendo su fracaso y pidiendo un armisticio. Por su lado, el gobierno búlgaro también pide un armisticio a fin de proteger su capital. Ambos países intentarán atribuirse la victoria de Kresna.
Del 30 de julio al 10 de agosto de 1913, una conferencia tiene lugar en Buscarest bajo los auspicios de las grandes potencias europeas, a fin de concretar las condiciones de la paz. El tratado de Bucarest reparte el territorio de Macedonia entre Serbia, Bulgaria y Grecia. Otorga a Grecia la parte meridional de Macedonia con Salónica: la nueva frontera norte de Macedonia se fija en el río Mesa, y se deja a Bulgaria sólo un pequeño acceso al mar Egeo en Alejandrópolis. El tratado reconoce también la soberanía de Grecia sobre Creta. Grecia sale del conflicto con un territorio agrandado y se posiciona como una verdadera potencia en el Mediterráneo. El regreso de Constantino a Atenas es triunfal y es ovacionado por la multitud.

Las fronteras en los Balcanes después del Tratado de Londres y de Bucarest

### Gira diplomática
En estas circunstancias la relación entre Constantino y su primer ministro se suaviza. Ambos diseñan un plan de reconstrucción del país y de asimilación de las regiones recién integradas en el reino. Se realizan importantes traslados de población en esas regiones multiétnicas a fin de asegurar su helenización. Alrededor de 100 000 griegos dejan las zonas fronterizas búlgaras para instalarse en Grecia, y un número más o menos equivalente de búlgaros dejan Grecia por Bulgaria. Otros intercambios de población tuvieron lugar, en menor medida, con Serbia, Albania y Rumanía.
Para llevar a cabo estas operaciones, el gobierno griego necesita créditos, por lo que Constantino emprende unos viajes diplomáticos a Alemania, Francia e Inglaterra en otoño de 1913, para obtener préstamos para su país. En Alemania, realiza unas declaraciones poco afortunadas en las que atribuye sus méritos militares al sistema militar germánico que le formó, y proclama la alianza entre ambos países. En Francia e Inglaterra, que habían contribuido al rearme, reorganización y formación del ejército griego, los medios de comunicación y la opinión pública se movilizan en su contra. La publicación de su foto en uniforme de mariscal de campo alemán, en un contexto internacional crispado y sólo unos meses antes de que estallara la Primera Guerra Mundial, causa un escándalo. La empresa diplomática de Constantino se salda por un total fracaso.

## Posición en la I Guerra Mundial
Desde el inicio de la Primera Guerra Mundial, Constantino quería mantener la neutralidad, mientras que el primer ministro Eleftherios Venizelos deseaba unirse a los aliados unidos en el seno de la Triple Entente.
Los aliados afirmaron desde el principio de la guerra que a pesar de su neutralidad, el rey tomó partido por los alemanes, en parte debido a sus manifiestas simpatías proalemanas compartidas por la reina Sofía. En 1915, alegando la neutralidad de su gobierno, se opuso a que el ejército griego interviniera en defensa de Serbia, su aliada, invadida por las tropas de Bulgaria que acababa de entrar en guerra al lado de Prusia y Austria. Se opuso también a que las tropas británicas y francesas se estacionaran en Salónica tras su derrota en la batalla de Galípoli contra el imperio turco; en octubre del mismo año Constantino despidió a Venizelos que había permitido, con el apoyo del parlamento griego, ese mismo desembarco de los ejércitos aliados que desde Grecia pensaban detener el avance de las Potencias Centrales en los Balcanes. Al mismo tiempo, permitió al ejército búlgaro desplegarse en el norte de Grecia, lo que hicieron en abril-mayo de 1916, para ocupar plazas desde las que amenazar a las tropas aliadas bloqueadas en Salónica.

### El Cisma Nacional: Constantino abandona Grecia
El conflicto entre el jefe de Estado y su primer ministro provocó la fragmentación del gobierno: uno provisional en Salónica dirigido por el primer ministro Venizelos, que declaró la guerra a Alemania y Bulgaria al lado de los Aliados; otro en Atenas en el que ejercía el poder el rey Constantino. Los británicos reconocieron el gobierno provisional de Venizelos el 19 de diciembre de 1916. Este enfrentamiento sobre la postura que Grecia debía adoptar en la Primera Guerra Mundial se convirtió lógicamente en un enfrentamiento entre republicanos liberales y monárquicos conservadores, y se extendió a toda la sociedad griega. Dividió al pueblo de Grecia en dos bandos irreconciliables por lo que se denominó «cisma nacional» (en griego: εθνικός Διχασμός / ethnikós Dikhasmós). Sus consecuencias afectaron la historia de Grecia hasta después de la Segunda Guerra Mundial.
El 11 de junio de 1917, el alto comisario de los Aliados en Atenas, Charles Jonnart, pidió al Gobierno la renuncia del rey y del diádoco Jorge. Al día siguiente, cansado de las presiones de las Potencias Aliadas y de buena parte del pueblo griego, Constantino I abandonó el poder, sin abdicar, dejando en su lugar a su segundo hijo, Alejandro, hasta que la situación le permitiese regresar. El Diádoco y el resto de la familia real se fue junto a él al exilio en Suiza alemana, primero en Saint-Moritz y luego en Zúrich. Tras la dimisión del gobierno monárquico de Alexandros Zaimis, Alejandro I encargó a Venizelos la formación de un nuevo gabinete por lo que el gobierno establecido en Salónica se transfirió a Atenas. Grecia pudo entonces entrar oficialmente en guerra al lado de los Aliados, y envió tropas contra Bulgaria en apoyo a las tropas aliadas en el frente de los Balcanes.

## Regreso y segunda abdicación
Alejandro tan sólo reinó tres años, hasta su muerte prematura en 1920. Tras el fracaso de Venizelos en las polémicas elecciones generales de ese mismo año, y un plebiscito de dudosa legalidad en el que 99 % del pueblo griego pidió el regreso del rey, Constantino volvió a ocupar el trono. Esta vez no duró mucho: no se le perdonaba su apoyo a las Potencias Centrales y tuvo que abdicar por segunda vez en 1922, tras una desastrosa derrota contra los turcos en la guerra greco-turca (1919-1922) que supuso el retorno forzado de más de un millón de griegos residentes en Turquía. Fue sucedido entonces por su hijo mayor Jorge II. Constantino I se exilió en Italia, muriendo a los pocos meses, el 11 de enero de 1923, en el hotel Villa Igiea de la ciudad de Palermo, Sicilia.

## Hijos de Constantino I
Los hijos de Constantino I de Grecia y Sofía de Prusia fueron:
- Príncipe Jorge (1890-1947), rey de los Helenos como Jorge II, casado con Isabel de Rumania. Sin descendencia.
- Príncipe Alejandro (1893-1920), rey de los Helenos como Alejandro I, casado con Aspasia Manos. Con descendencia.
- Princesa Elena (1896-1982), reina de Rumanía por su matrimonio con Carlos II de Rumanía. Con descendencia.
- Príncipe Pablo (1901-1964), rey de los Helenos como Pablo I, casado con Federica de Hannover. Con descendencia.
- Princesa Irene (1904-1974), brevemente reina de Croacia por su matrimonio con Tomislav II de Croacia. Con descendencia.
- Princesa Catalina (1913-2007), lady Brandram por su matrimonio con Richard Brandram. Con descendencia.

## Títulos y tratamientos
| ● 3 de junio de 1868-18 de marzo de 1913:           | Su alteza real el príncipe heredero de Grecia, duque de Esparta, príncipe de Dinamarca |
| ● 18 de marzo de 1913-10 de junio de 1917:          | Su majestad el rey de los helenos                                                      |
| ● 10 de junio de 1917-19 de diciembre de 1920:      | Su majestad el rey Constantino I                                                       |
| ● 19 de diciembre de 1920-27 de septiembre de 1922: | Su majestad el rey de los helenos                                                      |
| ● 27 de septiembre de 1922-11 de enero de 1923:     | Su majestad el rey Constantino I                                                       |

## Ancestros
| \| \| \| \| \| \| \| \| \| \| \| \| \| \| \| \| \| \| \| \| 16. Federico Carlos de Schleswig-Holstein-Sonderburg-Beck \| \| \| \| \| \| \| \| \| \| \| \| \| \| \| \| \| \| \| \| \| \| \| \| \| \| \| \| \| \| \| \| \| \| \| \| \| \| \| \| \| \| \| \| \| \| \| \| \| \| \| \| \| \| 8. Federico Guillermo de Schleswig-Holstein-Sonderburg-Glücksburg \| \| \| \| \| \| \| \| \| \| \| \| \| \| \| \| \| \| \| \| \| \| \| \| \| \| \| \| \| \| \| \| \| \| \| \| \| \| \| \| \| \| \| \| \| \| \| \| \| \| \| \| \| \| 17. Federica de Schlieben \| \| \| \| \| \| \| \| \| \| \| \| \| \| \| \| \| \| \| \| \| \| \| \| \| \| \| \| \| \| \| \| \| \| \| \| \| \| \| \| \| \| \| \| \| \| \| \| \| \| \| \| \| \| 4. Cristián IX de Dinamarca \| \| \| \| \| \| \| \| \| \| \| \| \| \| \| \| \| \| \| \| \| \| \| \| \| \| \| \| \| \| \| \| \| \| \| \| \| \| \| \| \| \| \| \| \| \| \| \| \| \| \| \| \| \| 18. Carlos de Hesse-Kassel \| \| \| \| \| \| \| \| \| \| \| \| \| \| \| \| \| \| \| \| \| \| \| \| \| \| \| \| \| \| \| \| \| \| \| \| \| \| \| \| \| \| \| \| \| \| \| \| \| \| \| \| \| \| 9. Luisa Carolina de Hesse-Kassel \| \| \| \| \| \| \| \| \| \| \| \| \| \| \| \| \| \| \| \| \| \| \| \| \| \| \| \| \| \| \| \| \| \| \| \| \| \| \| \| \| \| \| \| \| \| \| \| \| \| \| \| \| \| 19. Luisa de Dinamarca y Noruega \| \| \| \| \| \| \| \| \| \| \| \| \| \| \| \| \| \| \| \| \| \| \| \| \| \| \| \| \| \| \| \| \| \| \| \| \| \| \| \| \| \| \| \| \| \| \| \| \| \| \| \| \| \| 2. Jorge I de Grecia \| \| \| \| \| \| \| \| \| \| \| \| \| \| \| \| \| \| \| \| \| \| \| \| \| \| \| \| \| \| \| \| \| \| \| \| \| \| \| \| \| \| \| \| \| \| \| \| \| \| \| \| \| \| 20. Federico de Hesse-Kassel \| \| \| \| \| \| \| \| \| \| \| \| \| \| \| \| \| \| \| \| \| \| \| \| \| \| \| \| \| \| \| \| \| \| \| \| \| \| \| \| \| \| \| \| \| \| \| \| \| \| \| \| \| \| 10. Guillermo de Hesse-Kassel \| \| \| \| \| \| \| \| \| \| \| \| \| \| \| \| \| \| \| \| \| \| \| \| \| \| \| \| \| \| \| \| \| \| \| \| \| \| \| \| \| \| \| \| \| \| \| \| \| \| \| \| \| \| 21. Carolina Polixena de Nassau-Usingen \| \| \| \| \| \| \| \| \| \| \| \| \| \| \| \| \| \| \| \| \| \| \| \| \| \| \| \| \| \| \| \| \| \| \| \| \| \| \| \| \| \| \| \| \| \| \| \| \| \| \| \| \| \| 5. Princesa Luisa de Hesse-Kassel \| \| \| \| \| \| \| \| \| \| \| \| \| \| \| \| \| \| \| \| \| \| \| \| \| \| \| \| \| \| \| \| \| \| \| \| \| \| \| \| \| \| \| \| \| \| \| \| \| \| \| \| \| \| 22. Federico de Dinamarca y Noruega \| \| \| \| \| \| \| \| \| \| \| \| \| \| \| \| \| \| \| \| \| \| \| \| \| \| \| \| \| \| \| \| \| \| \| \| \| \| \| \| \| \| \| \| \| \| \| \| \| \| \| \| \| \| 11. Luisa Carlota de Dinamarca \| \| \| \| \| \| \| \| \| \| \| \| \| \| \| \| \| \| \| \| \| \| \| \| \| \| \| \| \| \| \| \| \| \| \| \| \| \| \| \| \| \| \| \| \| \| \| \| \| \| \| \| \| \| 23. Sofía Federica de Mecklemburgo-Schwerin \| \| \| \| \| \| \| \| \| \| \| \| \| \| \| \| \| \| \| \| \| \| \| \| \| \| \| \| \| \| \| \| \| \| \| \| \| \| \| \| \| \| \| \| \| \| \| \| \| \| \| \| \| \| 1. Constantino I de Grecia \| \| \| \| \| \| \| \| \| \| \| \| \| \| \| \| \| \| \| \| \| \| \| \| \| \| \| \| \| \| \| \| \| \| \| \| \| \| \| \| \| \| \| \| \| \| \| \| \| \| \| \| \| \| 24. Pablo I de Rusia \| \| \| \| \| \| \| \| \| \| \| \| \| \| \| \| \| \| \| \| \| \| \| \| \| \| \| \| \| \| \| \| \| \| \| \| \| \| \| \| \| \| \| \| \| \| \| \| \| \| \| \| \| \| 12. Nicolás I de Rusia \| \| \| \| \| \| \| \| \| \| \| \| \| \| \| \| \| \| \| \| \| \| \| \| \| \| \| \| \| \| \| \| \| \| \| \| \| \| \| \| \| \| \| \| \| \| \| \| \| \| \| \| \| \| 25. Duquesa Sofía Dorotea de Württemberg \| \| \| \| \| \| \| \| \| \| \| \| \| \| \| \| \| \| \| \| \| \| \| \| \| \| \| \| \| \| \| \| \| \| \| \| \| \| \| \| \| \| \| \| \| \| \| \| \| \| \| \| \| \| 6. Gran duque Constantino Nicoláyevich de Rusia \| \| \| \| \| \| \| \| \| \| \| \| \| \| \| \| \| \| \| \| \| \| \| \| \| \| \| \| \| \| \| \| \| \| \| \| \| \| \| \| \| \| \| \| \| \| \| \| \| \| \| \| \| \| 26. Federico Guillermo III de Prusia \| \| \| \| \| \| \| \| \| \| \| \| \| \| \| \| \| \| \| \| \| \| \| \| \| \| \| \| \| \| \| \| \| \| \| \| \| \| \| \| \| \| \| \| \| \| \| \| \| \| \| \| \| \| 13. Princesa Carlota de Prusia \| \| \| \| \| \| \| \| \| \| \| \| \| \| \| \| \| \| \| \| \| \| \| \| \| \| \| \| \| \| \| \| \| \| \| \| \| \| \| \| \| \| \| \| \| \| \| \| \| \| \| \| \| \| 27. Luisa de Mecklemburgo-Strelitz \| \| \| \| \| \| \| \| \| \| \| \| \| \| \| \| \| \| \| \| \| \| \| \| \| \| \| \| \| \| \| \| \| \| \| \| \| \| \| \| \| \| \| \| \| \| \| \| \| \| \| \| \| \| 3. Gran duquesa Olga Constantínovna de Rusia \| \| \| \| \| \| \| \| \| \| \| \| \| \| \| \| \| \| \| \| \| \| \| \| \| \| \| \| \| \| \| \| \| \| \| \| \| \| \| \| \| \| \| \| \| \| \| \| \| \| \| \| \| \| 28. Federico, duque de Sajonia-Altenburgo \| \| \| \| \| \| \| \| \| \| \| \| \| \| \| \| \| \| \| \| \| \| \| \| \| \| \| \| \| \| \| \| \| \| \| \| \| \| \| \| \| \| \| \| \| \| \| \| \| \| \| \| \| \| 14. José, duque de Sajonia-Altenburgo \| \| \| \| \| \| \| \| \| \| \| \| \| \| \| \| \| \| \| \| \| \| \| \| \| \| \| \| \| \| \| \| \| \| \| \| \| \| \| \| \| \| \| \| \| \| \| \| \| \| \| \| \| \| 29. Duquesa Carlota Georgina de Mecklemburgo-Strelitz \| \| \| \| \| \| \| \| \| \| \| \| \| \| \| \| \| \| \| \| \| \| \| \| \| \| \| \| \| \| \| \| \| \| \| \| \| \| \| \| \| \| \| \| \| \| \| \| \| \| \| \| \| \| 7. Princesa Alejandra de Sajonia-Altenburgo \| \| \| \| \| \| \| \| \| \| \| \| \| \| \| \| \| \| \| \| \| \| \| \| \| \| \| \| \| \| \| \| \| \| \| \| \| \| \| \| \| \| \| \| \| \| \| \| \| \| \| \| \| \| 30. Duque Luis de Württemberg \| \| \| \| \| \| \| \| \| \| \| \| \| \| \| \| \| \| \| \| \| \| \| \| \| \| \| \| \| \| \| \| \| \| \| \| \| \| \| \| \| \| \| \| \| \| \| \| \| \| \| \| \| \| 15. Duquesa Amelia de Württemberg \| \| \| \| \| \| \| \| \| \| \| \| \| \| \| \| \| \| \| \| \| \| \| \| \| \| \| \| \| \| \| \| \| \| \| \| \| \| \| \| \| \| \| \| \| \| \| \| \| \| \| \| \| \| 31. Princesa Enriqueta de Nassau-Weilburg \| \| \| \| \| \| \| \| \| \| \| \| \| \| \| \| \| \| \| \| \| \| \| \| \| \| \| \| \| \| \| \| \| \| \| \| \| \| \| \| \| \| \| \| \| \| \| \| \| \| \| \| |                                                                   |  |  |  |  |  |  |  |  |  |  |  |  |  |  |  |
| |                                                                   |  |  |  |  |  |  |  |  |  |  |  |  |  |  |  |
| | 16. Federico Carlos de Schleswig-Holstein-Sonderburg-Beck         |  |  |  |  |  |  |  |  |  |  |  |  |  |  |  |
| |                                                                   |  |  |  |  |  |  |  |  |  |  |  |  |  |  |  |
| |                                                                   |  |  |  |  |  |  |  |  |  |  |  |  |  |  |  |
| | 8. Federico Guillermo de Schleswig-Holstein-Sonderburg-Glücksburg |  |  |  |  |  |  |  |  |  |  |  |  |  |  |  |
| |                                                                   |  |  |  |  |  |  |  |  |  |  |  |  |  |  |  |
| |                                                                   |  |  |  |  |  |  |  |  |  |  |  |  |  |  |  |
| | 17. Federica de Schlieben                                         |  |  |  |  |  |  |  |  |  |  |  |  |  |  |  |
| |                                                                   |  |  |  |  |  |  |  |  |  |  |  |  |  |  |  |
| |                                                                   |  |  |  |  |  |  |  |  |  |  |  |  |  |  |  |
| | 4. Cristián IX de Dinamarca                                       |  |  |  |  |  |  |  |  |  |  |  |  |  |  |  |
| |                                                                   |  |  |  |  |  |  |  |  |  |  |  |  |  |  |  |
| |                                                                   |  |  |  |  |  |  |  |  |  |  |  |  |  |  |  |
| | 18. Carlos de Hesse-Kassel                                        |  |  |  |  |  |  |  |  |  |  |  |  |  |  |  |
| |                                                                   |  |  |  |  |  |  |  |  |  |  |  |  |  |  |  |
| |                                                                   |  |  |  |  |  |  |  |  |  |  |  |  |  |  |  |
| | 9. Luisa Carolina de Hesse-Kassel                                 |  |  |  |  |  |  |  |  |  |  |  |  |  |  |  |
| |                                                                   |  |  |  |  |  |  |  |  |  |  |  |  |  |  |  |
| |                                                                   |  |  |  |  |  |  |  |  |  |  |  |  |  |  |  |
| | 19. Luisa de Dinamarca y Noruega                                  |  |  |  |  |  |  |  |  |  |  |  |  |  |  |  |
| |                                                                   |  |  |  |  |  |  |  |  |  |  |  |  |  |  |  |
| |                                                                   |  |  |  |  |  |  |  |  |  |  |  |  |  |  |  |
| | 2. Jorge I de Grecia                                              |  |  |  |  |  |  |  |  |  |  |  |  |  |  |  |
| |                                                                   |  |  |  |  |  |  |  |  |  |  |  |  |  |  |  |
| |                                                                   |  |  |  |  |  |  |  |  |  |  |  |  |  |  |  |
| | 20. Federico de Hesse-Kassel                                      |  |  |  |  |  |  |  |  |  |  |  |  |  |  |  |
| |                                                                   |  |  |  |  |  |  |  |  |  |  |  |  |  |  |  |
| |                                                                   |  |  |  |  |  |  |  |  |  |  |  |  |  |  |  |
| | 10. Guillermo de Hesse-Kassel                                     |  |  |  |  |  |  |  |  |  |  |  |  |  |  |  |
| |                                                                   |  |  |  |  |  |  |  |  |  |  |  |  |  |  |  |
| |                                                                   |  |  |  |  |  |  |  |  |  |  |  |  |  |  |  |
| | 21. Carolina Polixena de Nassau-Usingen                           |  |  |  |  |  |  |  |  |  |  |  |  |  |  |  |
| |                                                                   |  |  |  |  |  |  |  |  |  |  |  |  |  |  |  |
| |                                                                   |  |  |  |  |  |  |  |  |  |  |  |  |  |  |  |
| | 5. Princesa Luisa de Hesse-Kassel                                 |  |  |  |  |  |  |  |  |  |  |  |  |  |  |  |
| |                                                                   |  |  |  |  |  |  |  |  |  |  |  |  |  |  |  |
| |                                                                   |  |  |  |  |  |  |  |  |  |  |  |  |  |  |  |
| | 22. Federico de Dinamarca y Noruega                               |  |  |  |  |  |  |  |  |  |  |  |  |  |  |  |
| |                                                                   |  |  |  |  |  |  |  |  |  |  |  |  |  |  |  |
| |                                                                   |  |  |  |  |  |  |  |  |  |  |  |  |  |  |  |
| | 11. Luisa Carlota de Dinamarca                                    |  |  |  |  |  |  |  |  |  |  |  |  |  |  |  |
| |                                                                   |  |  |  |  |  |  |  |  |  |  |  |  |  |  |  |
| |                                                                   |  |  |  |  |  |  |  |  |  |  |  |  |  |  |  |
| | 23. Sofía Federica de Mecklemburgo-Schwerin                       |  |  |  |  |  |  |  |  |  |  |  |  |  |  |  |
| |                                                                   |  |  |  |  |  |  |  |  |  |  |  |  |  |  |  |
| |                                                                   |  |  |  |  |  |  |  |  |  |  |  |  |  |  |  |
| | 1. Constantino I de Grecia                                        |  |  |  |  |  |  |  |  |  |  |  |  |  |  |  |
| |                                                                   |  |  |  |  |  |  |  |  |  |  |  |  |  |  |  |
| |                                                                   |  |  |  |  |  |  |  |  |  |  |  |  |  |  |  |
| | 24. Pablo I de Rusia                                              |  |  |  |  |  |  |  |  |  |  |  |  |  |  |  |
| |                                                                   |  |  |  |  |  |  |  |  |  |  |  |  |  |  |  |
| |                                                                   |  |  |  |  |  |  |  |  |  |  |  |  |  |  |  |
| | 12. Nicolás I de Rusia                                            |  |  |  |  |  |  |  |  |  |  |  |  |  |  |  |
| |                                                                   |  |  |  |  |  |  |  |  |  |  |  |  |  |  |  |
| |                                                                   |  |  |  |  |  |  |  |  |  |  |  |  |  |  |  |
| | 25. Duquesa Sofía Dorotea de Württemberg                          |  |  |  |  |  |  |  |  |  |  |  |  |  |  |  |
| |                                                                   |  |  |  |  |  |  |  |  |  |  |  |  |  |  |  |
| |                                                                   |  |  |  |  |  |  |  |  |  |  |  |  |  |  |  |
| | 6. Gran duque Constantino Nicoláyevich de Rusia                   |  |  |  |  |  |  |  |  |  |  |  |  |  |  |  |
| |                                                                   |  |  |  |  |  |  |  |  |  |  |  |  |  |  |  |
| |                                                                   |  |  |  |  |  |  |  |  |  |  |  |  |  |  |  |
| | 26. Federico Guillermo III de Prusia                              |  |  |  |  |  |  |  |  |  |  |  |  |  |  |  |
| |                                                                   |  |  |  |  |  |  |  |  |  |  |  |  |  |  |  |
| |                                                                   |  |  |  |  |  |  |  |  |  |  |  |  |  |  |  |
| | 13. Princesa Carlota de Prusia                                    |  |  |  |  |  |  |  |  |  |  |  |  |  |  |  |
| |                                                                   |  |  |  |  |  |  |  |  |  |  |  |  |  |  |  |
| |                                                                   |  |  |  |  |  |  |  |  |  |  |  |  |  |  |  |
| | 27. Luisa de Mecklemburgo-Strelitz                                |  |  |  |  |  |  |  |  |  |  |  |  |  |  |  |
| |                                                                   |  |  |  |  |  |  |  |  |  |  |  |  |  |  |  |
| |                                                                   |  |  |  |  |  |  |  |  |  |  |  |  |  |  |  |
| | 3. Gran duquesa Olga Constantínovna de Rusia                      |  |  |  |  |  |  |  |  |  |  |  |  |  |  |  |
| |                                                                   |  |  |  |  |  |  |  |  |  |  |  |  |  |  |  |
| |                                                                   |  |  |  |  |  |  |  |  |  |  |  |  |  |  |  |
| | 28. Federico, duque de Sajonia-Altenburgo                         |  |  |  |  |  |  |  |  |  |  |  |  |  |  |  |
| |                                                                   |  |  |  |  |  |  |  |  |  |  |  |  |  |  |  |
| |                                                                   |  |  |  |  |  |  |  |  |  |  |  |  |  |  |  |
| | 14. José, duque de Sajonia-Altenburgo                             |  |  |  |  |  |  |  |  |  |  |  |  |  |  |  |
| |                                                                   |  |  |  |  |  |  |  |  |  |  |  |  |  |  |  |
| |                                                                   |  |  |  |  |  |  |  |  |  |  |  |  |  |  |  |
| | 29. Duquesa Carlota Georgina de Mecklemburgo-Strelitz             |  |  |  |  |  |  |  |  |  |  |  |  |  |  |  |
| |                                                                   |  |  |  |  |  |  |  |  |  |  |  |  |  |  |  |
| |                                                                   |  |  |  |  |  |  |  |  |  |  |  |  |  |  |  |
| | 7. Princesa Alejandra de Sajonia-Altenburgo                       |  |  |  |  |  |  |  |  |  |  |  |  |  |  |  |
| |                                                                   |  |  |  |  |  |  |  |  |  |  |  |  |  |  |  |
| |                                                                   |  |  |  |  |  |  |  |  |  |  |  |  |  |  |  |
| | 30. Duque Luis de Württemberg                                     |  |  |  |  |  |  |  |  |  |  |  |  |  |  |  |
| |                                                                   |  |  |  |  |  |  |  |  |  |  |  |  |  |  |  |
| |                                                                   |  |  |  |  |  |  |  |  |  |  |  |  |  |  |  |
| | 15. Duquesa Amelia de Württemberg                                 |  |  |  |  |  |  |  |  |  |  |  |  |  |  |  |
| |                                                                   |  |  |  |  |  |  |  |  |  |  |  |  |  |  |  |
| |                                                                   |  |  |  |  |  |  |  |  |  |  |  |  |  |  |  |
| | 31. Princesa Enriqueta de Nassau-Weilburg                         |  |  |  |  |  |  |  |  |  |  |  |  |  |  |  |
| |                                                                   |  |  |  |  |  |  |  |  |  |  |  |  |  |  |  |
| |                                                                   |  |  |  |  |  |  |  |  |  |  |  |  |  |  |  |

| Predecesor: Jorge I   | Rey de los helenos 1913-1917 | Sucesor: Alejandro |
| Predecesor: Alejandro | Rey de los helenos 1920-1922 | Sucesor: Jorge II  |